# اچ‌ام‌ای‌اس الفی کم
اچ‌ام‌ای‌اس الفی کم (به انگلیسی: HMAS Alfie Cam) یک کشتی است. این کشتی در سال ۱۹۱۹ ساخته شد.